# スティーヴン・ジェイ・グールド
スティーヴン・ジェイ・グールド（Stephen Jay Gould、1941年9月10日 - 2002年5月20日）は、アメリカ合衆国の古生物学者・進化生物学者・科学史家・地球科学者。1973年にハーバード大学の比較動物学教授となり、1982年からハーバード大学アリグザンダー・アガシ記念教授職を務めた。ダーウィン主義をベースにした進化論の論客であり、膨大な読書量からくる博学の科学エッセイストとして活躍していた。今日最も広く読まれ、最も影響力の大きな大衆科学作家の一人。
アメリカの科学雑誌『ナチュラル・ヒストリー』誌にエッセイを毎月かかさず書き、そのエッセイをまとめたものもベストセラーとなっている。『フルハウス 生命の全容ー四割打者の絶滅と進化の逆説』を著すなど、ベースボールの熱狂的なファンであり、著作にしばしば野球をテーマにしたエッセイを書いていた。
小惑星(8373)スティーヴン・グールドは彼にちなむ。

## 経歴
グールドはニューヨーク市のクイーンズで生まれた。彼の父レナードは法廷速記官で、母エレノアはアーティストだった。グールドが 5歳の時に、彼の父はアメリカ自然史博物館の恐竜館に彼を連れて行き、初めてティラノサウルス・レックスと出会った。「私はそんな物があるとはしらなかった。私は畏敬の念に打たれた」とグールドは後に振り返っている。彼はその時古生物学者になる決意を固めた。
グールドは世俗的なユダヤ教徒の家庭で育ち、宗教的な教育を受けなかったので、彼は不可知論者と呼ばれることを好んだ。政治的には「マルクス主義の父によって育てられた」けれども、彼の政治観は父親とは「かなり違っていた」と述べている。
グールドによれば、最も彼に影響を与えた本はライト・ミルズの『パワーエリート』とノーム・チョムスキーの政治書で、さらにグールドはアンティオーク・カレッジで1960年代の政治的に進歩的な学風の影響を受けた。1970年代にアカデミックな左翼主義の団体「人民のための科学」に参加した。彼はその経歴と執筆、講演を通して、あらゆる種類の文化的抑圧、特に彼が性差別や女性差別の助けとなるニセ科学と見なしたものへの反対活動に影響を与えた。のちにベトナム戦争が起きると反戦運動に積極的に参加し、学生たちを援助した。
アンティオック・カレッジを卒業後、コロンビア大学大学院へ進む。ここで総合説の創設者であるテオドシウス・ドブジャンスキー、エルンスト・マイヤー、ジョージ・ゲイロード・シンプソンらの教えを受けた。1967年、博士号取得。26歳でハーバード大学助教授に就任。1973年、同大学教授（専門は比較動物学）。1982年、ハーバード大学アリグザンダー・アガシ記念教授職、博物館古無脊椎動物学キュレーターを勤めた。
1982年に悪性の腹膜中皮腫と診断された。困難な二年の治療のあと、「メジアンは神のお告げじゃない」と題するコラムをディスカバー誌に発表した。これは多くのがん患者に読んでもらいたい珠玉の一編として知られている。(著作物『がんばれカミナリ竜』32章「メジアンはメッセージではない」を参照）。それは腹膜中皮腫を診断された人の診断後余命の中央値が8ヶ月である事を知った彼の反応について述べている。彼はこの数値の正しい意味を説明し、統計的な中央値は役立つ抽象概念であってあらゆるバリエーションを含むわけではないと理解することが慰めになったと明らかにする。中央値は中間点であり、それは50%の患者が8ヶ月以内に死亡することを意味するが、残りの半分はそれよりも長く（もしかすると非常に長く）生きる。それから彼は自分の状態がどのあたりにあるのかを知る必要があった。癌が早期に見つかり、彼が若く、楽観的で、できうる限りのベストな治療を受けたことを考えれば、グールドは自分がその統計的範囲の好ましい方にいるはずだと考えた。手術、放射線と化学療法を受けた後、グールドは完全に回復し、彼のエッセイは多くの癌患者の励ましとなった。
グールドは医療用マリファナの使用を擁護している。癌治療の間、彼は化学療法の吐き気を軽減するためにマリファナを服用した。グールドによれば、彼の最終的な回復にマリファナは「非常に大きな役割」を果たした。1998年にカナダの医療用マリファナの使用者で活動家であるジム・ウェイクフォードの裁判でグールドは証言した。
ナチュラル・ヒストリー誌の彼のエッセイは、しばしば彼の科学以外の興味と気晴らしに言及する。子どもの頃は野球カード集めに没頭し、人生を通して大の野球ファンであった。SF映画が好きだったが、その多くが科学的にはともかく、脚本がひどいと嘆いた。マドリガーレを歌い、ギルバートとサリヴァンのオペレッタの熱狂的なファンであった。希少な本と古い教科書の収集を趣味とした。しばしば、仕事と娯楽をかね併せてヨーロッパへ旅行し、フランス語とドイツ語を話した。ルネッサンス様式の建築を賛美した。ユダヤ教とキリスト教の伝統について論じるとき、たびたびそれを単に「モーゼ」と呼んだ。時々、自分の体重が増加傾向にあることを悲しげに語った。
グールドは2002年5月に、脳まで転移した肺癌によって死去した。この癌は20年前の腹部の癌（腹膜中皮腫）とは無関係だった。彼はソーホーの自宅で、彼の妻と、母と、彼が愛した多くの書物に囲まれながら死去した。
グールドは二度結婚した。最初の一人はアンティオークカレッジで出会ったアーティスト、デボラ・リーで1965年に結婚した。1995年に彫刻家のロンダ・ローランド・シーレーと再婚した。彼には四人の子どもがいる。最初の結婚でジェシーとイーサンを得、二度目の結婚で継子ジェイドとロンドンを得た。

### 科学者としての経歴
アンティオークカレッジで1963年に地質学の学士を取得した。このあいだにイギリスのリーズ大学へ留学した。コロンビア大学の大学院でノーマン・ニューウェルの元で学び、1967年に大学院の卒業研究を終わらせるとすぐにハーバード大学に雇われ、生涯そこで働いた。1973年にハーバードは彼を地質学教授に命じ、比較動物学博物館の化石無脊椎動物の管理者に任命した。1982年にはアレクサンダー・アガシ動物学教授に任命した。1983年にアメリカ科学振興協会の会員となり、のちに（1999-2001）会長を務めた。「科学の発展と公共の科学理解の両方に貢献した」とAAASは発表した。1985-1986にはアメリカ地質学会の会長、1990-1991には進化研究学会の会長を務めた。1996-2002年のあいだニューヨーク大学のヴィンセント・アスター客員研究教授を務めた。1986年にアメリカ科学アカデミーの会員に選ばれた。死後の2008年にロンドン・リンネ学会から50年に一度贈られるダーウィン＝ウォレス・メダルの13人の受賞者の一人に選ばれた。

## 業績
リチャード・ドーキンスなどの正統ダーウィニズムに対する、修正ダーウィニズムを唱える学派の最大の論客であり、1972年にナイルズ・エルドリッジとともに提唱した「断続平衡説」（区切り平衡説）は、古生物学からの進化学への提議として有名である。
グールドは、複雑なものを複雑なまま説明することを得意とした。単純なものに置き換えて説明する還元主義を嫌い、進化の原理的な単位を遺伝子と見なす遺伝子選択説や、あるいは動物の形態や行動を適応的な視点から説明する主張とは激しく対立していった。
日本では、NHKの番組「生命」で取り上げられていた“アノマロカリス”などのカンブリア紀の生物を紹介したベストセラー『ワンダフル・ライフ - バージェス頁岩と生物進化の物語』（早川書房）の作者として知られている。進化論を否定するアメリカの宗教的原理主義である「創造論」に対して一貫して反論しており、さらには、欧米一般にある優生思想と人種主義を批判し、いかに科学的に差別が行われたかを『人間の測りまちがい』（河出書房新社）で著している。
歴史家ロナルド・ナンバーズは「私はグールドの科学者としての長所をあまり挙げることはできないが、しかし、私は彼を長い間、トマス・クーンの次に偉大な科学史家だと考えていた」と述べた。CSIで共に活動していたマイケル・シャーマーは、グールドの科学史家、科学哲学者としての側面がもっと評価されるべきだと述べている。
アダム・ウィルキンスは次のように評価した。「少なくとも次の二点で彼は重要だった。一つは軽視されてきた領域に注意を向けさせる才能を持っていた。もう一つは進化と生物学への公衆の関心と認識を高めた事への貢献で、これには疑いがない」

### カタツムリの研究
グールドの専門的な研究はカタツムリに向けられた。初期の研究はバミューダ産のPoecilozonites属に当てられ、後に西インド諸島の Cerion属を研究した。グールドによれば「Cerion属は世界を通してもっとも多様性を持つカタツムリである。この一属に600種が記載されている。実際は、それらは本当の種ではない。それらは全て雑種を形成する事ができる。しかし600の個別の名前は驚くべき形態の多様性を表している。いくつかはゴルフボールのようであり、いくつかは鉛筆のようである。......今、私の主な関心は形態の進化であり、わずかな遺伝的変異によってどうのようにこの多様性が得られるかという問題は非常に面白いものだ。我々がこれを解決することができれば、形態の進化について様々なことを学べるだろう。」

### 進化発生学
グールドは1977年に『個体発生と系統発生』を著し進化生物学には発生の視点が欠けていると指摘した。グールドは発生学の重要性を訴え続けた。これは進化発生学の発展に刺激を与えた。

### 反創造論とNOMA
グールドは多くの時間を創造論と、創造科学、インテリジェント・デザインとの戦いにつぎ込んだ。特に アーカンソー州授業時間均等法裁判では専門家として裁判に出廷し証言した。グールドは科学と宗教が互いの領域に干渉すべきでないことを述べるために、NOMA（Non-overlapping magisteria）、すなわち重複することなき教導権の概念を提唱した。1999年の著書『千歳の岩（邦題：神と科学は共存できるか？）』と2003年の『The Hedgehog, the Fox, and the Magister's Pox』でこの概念を発展させた。彼の視点では、科学は事実と理論を扱い、宗教は究極的な意味と道徳的な価値を扱うべきである。ただしこの二つの領域に全ての疑問が含まれるというわけではない。芸術などは含まれない。複雑なフラクタルパターンを描きながらも、両者は棲み分けできるはずだとグールドは考えた。1999年に米国科学アカデミーは同様の態度を取った。
リチャード・ドーキンスは後にNOMAを批判した。彼は、科学に道徳的な判断ができないとはいえ、なぜ宗教にそれができるのかと疑問を呈した。またドーキンスによれば、宗教は事実に関する主張を行い、科学の領域を尊重するつもりはない。幾人かの批評家はグールドが宗教に対してリップサービスを行ったのだろうと考えている。

#### プロジェクト・スティーブ
アメリカ科学教育国立センターは 2003年からプロジェクト・スティーブと呼ばれるキャンペーンを開始した。「スティーブ」という（またはこれに類する）名前を持つ科学者で、進化論を支持する者を列挙する取り組みである。これは創造論者の「ダーウィン主義に反対する科学者が大勢いる」という主張に対抗して、ダーウィン主義を支持する科学者がどれだけ多いか示そうとするものである。アメリカ国勢調査によれば科学者の中でスティーブン（スティーブ、スティーブンス、ステファン、ステファニー）と言う名を持つ人は1%程度に過ぎないと見積もられている。にもかかわらず2008年8月現在、900人が署名しており、彼らが共同執筆者となった論文も出版されている。キャンペーンの名称はもちろん、スティーブン・ジェイ・グールドにちなんでいる。

## 論争
グールドは多くの論争を引き起こした。彼は混乱や論争が好きだった。彼が起こした論争の多くは科学的なものだったが、いくつかは道徳や政治にも関わっていた。
スティーブン・ピンカーは進化心理学論争においてグールドと論戦を繰り広げた。しかし適応主義批判に関しては、代々の古生物学者が自然選択に懐疑的であったことに触れ次のように述べる。「古生物学者は石になった生物を扱う。彼らの最初の興味は、胃がどのようにして働くか、などではあり得ない。...... 古生物学者以外の生物学者は生きている生物を扱うために、自然選択をずっと重視するだろう。異なる人がそれぞれ問題の異なる面に興味を持っている」。したがって、おそらく科学的論争のいくつかは、真の意見の相違ではなくて強調点の置き方の違いであった。

### 断続平衡説
グールドはダーウィンの進化観を系統漸進説と呼んで批判し、それに変わる新たな理論として断続平衡説を提唱した。断続平衡説は化石記録に見られる断続と、長期間の形態の安定を強調した。また急速的な進化のメカニズムとして「種選択」を取り入れ、大進化は小進化とは異なるメカニズムによって説明されなければならないと主張した。この理論は広い議論を巻き起こした。古生物学の主要な学術誌『Palaeobiology』の論文で、これより引用回数が多いのは、チャールズ・ダーウィン、ジョージ・ゲイロード・シンプソンの論文のみである。
1980年のシカゴ会議でグールドは断続説を強調し、ダーウィニズムが崩壊しつつあると述べた。ジョン・メイナード＝スミスは「あなたがたは何もないところに知的反目があると言って理解を妨げる危険を冒している」と指摘した。これに対してグールドは「ダーウィニズムはこれらの要素を認めてきたかも知れないが、実際に用いてきた方法は適応主義だったではないか」と反論した。ここから分かるのは、グールドは進化の説明に適応以外の要因を求めていたことである。グールドらに対してダグラス・フツイマやグールドの盟友であったリチャード・ルウォンティンらも連名で、彼らの主張（ダーウィニズムの代替理論としての断続説）に大部分の進化学者は懐疑的だと反対した。
グールドは、断続平衡説をネオダーウィニズムに替わる理論として提示したが、この主張は厳しく批判された。また跳躍進化説（複合的な突然変異が起こり、自然選択を必要としない進化学説）と断続説の関連をほのめかしたことも、マイアなどから批判された。1990年代にはこの極端な立場から撤退していき、総合説の拡張に貢献したと主張した。
断続平衡説は大進化と小進化の区別が重要である可能性、選択の階層性などに生物学者の注意を向けさせた。主張の多くは未だ議論の的である。グールドは断続説をダーウィニズムの代替理論として提示したために、グールドはダーウィニズムや自然選択を強調されすぎていると批判し、ダーウィニズムを受け入れがたいと思っている人々に、他の説明があるのだと誤った希望を持たせたとドーキンスは指摘する。後にグールドは態度を変え、こう述べた。「自然選択は極めて機能的なデザインの唯一の原因だと認める......適応的なデザインは自然選択の結果に違いない」

### 反適応主義
適応#汎適応、反適応、多元主義、スパンドレルも参照のこと。
グールドはリチャード・ルウォンティンとの共著論文「サンマルコ大聖堂のスパンドレルとパングロス風パラダイム」を執筆し、ネオダーウィニズムを「適応万能論 」（ウルトラダーウィニズム、ウルトラ汎選択主義、ハイパー適応主義など）と呼んで批判した。彼らによれば、適応万能論とは「生物が持つ形質を全て 適応と見なし、それらしい適応話を造り、検証を試みない立場」である。この論文は 1,600回以上も引用され、彼の最も有名な論文の一つとなった。グールドは「適応していない原因」として発生の制約、歴史の偶発性を重視し、特に発生学的理解ぬきの進化学は不十分だと指摘した。そして適応万能論を基盤としている社会生物学は根本的に間違っていると批判した。グールドとルウォンティンは適応主義に変わるアプローチが必要だと述べ、弁証法的生物学を主張したが、具体的な手法を提案することはできなかった。薬理学者ワーナー・カーロウらは、グールドが言うように「超正統」ダーウィニストは過度の極端化をしており、局地的、一時的な環境要因を無視しているとグールドを支持している。
ジョン・メイナード＝スミスは適応主義へのこの批判を適切で健全なものと評価した。同時に、適応主義が十分役に立つアプローチであると擁護した」。G.C.ウィリアムズも同様に批判を好意的に受け止め、それでも適応主義は役に立つアプローチであり「グールドが何故そこまで自然選択を過小評価するのか理解に苦しむ」と述べている。ウィリアムズ以外にも、多くの進化学者はグールドが本当は適応主義者なのだと考えていた。リチャード・ドーキンスはグールドが 周期ゼミの周期的な発生を対捕食者戦略だと説明することを引き合いに出し、誰であろうと生物の複雑な機能を説明する時には適応主義者とならざるを得ないのだと指摘した。ジョン・オルコックは、適応主義アプローチを取るのは仮説構築のためであり、自然は全て適応しているという「信念を告白しているのではない」と指摘している。適応主義者が適応についてたびたび話すのは、（適応の副産物について語ることもできるが）生物の複雑な機能を解明することに価値を見いだしているからだとのべ、適応的アプローチに基づいて立論され、予測、検証が行われたケースを挙げている。
グールドは 歴史の偶発性を強調した。陸上脊椎動物の手足が6本（昆虫のように）ではなく、3本（カンガルーはしっぽを足のように使う）でもなく、4本なのは偶然に過ぎないだろうと主張した。メイナード＝スミスは海棲だった我らの祖先が水中で上下に安定して移動するには、飛行機と同じように前方に二つの翼、後方に二つの翼を備えるのが最も良いことを示し（彼は元航空技術者だった）、自然選択は4本足を好んだだろうと述べた。ドーキンスも進化の歴史に偶発性がある事は認める。しかし隕石の衝突や遺伝的浮動の偶発性は表面的に類似しているだけであり、それを進化のメカニズムに含める事は適切ではないと指摘している。いずれにしろ偶発性は検証できず、検証する手立ても見つからない。
グールドは外適応という概念を提唱した。これはダーウィンの前適応と基本的には同じものであるが、グールドによれば二つの異なる意味を持っている。ひとつはある機能のために選択によって形作られ、そのあと他の機能を担うようになった形質のこと。二つ目はそもそも何かの適応として形作られたのではなく、他の適応の副産物として形作られ、現在は別の機能を持っている形質のことである。例えば鳥の羽は空を飛ぶためではなく体温保全の機能を持って形成されたかも知れないとグールドは述べる。デイビッド・バスは「鳥の羽が体温保全のために生まれたのだとしても、その後明らかに飛ぶ機能のために自然選択によって修正されている」と述べ、グールドが適応と同じ意味で外適応を用いていることを指摘した。
グールドは多くの形質が副産物だと主張し、適応主義は適応でないものも適応だと考える恐れがあり「危険なうえに誤りだ」と述べた。そのたとえに挙げたのは扁桃腺である。扁桃腺はしばしば感染症によって摘出される。コスミデスは、「より危険なのは、機能仮説が考慮されないことだ」と述べ、扁桃腺の欠如が長期的に患者に与える影響を調べるには扁桃腺がどのような機能を持っているかを調査せねばならず、それはまさしく適応主義だと考えている。
「ある形質が何かの副産物だという仮説が支持されるためには、“何か”が何かが示されなければならない」。副産物説や外適応は適応主義と同じように厳密に科学的な検証を受けねばならないが、ジョン・トゥービーらはグールドは検証を行っていないと指摘している。またオルコックはグールドが適応万能論と呼んで社会生物学を批判するとき、具体的な適応万能論的仮説の例を挙げていないと指摘する。例外はE.O.ウィルソンとデイビッド・バラシュである。しかしグールドの批判に反して、バラシュは自説を小規模ながら検証し、（予備実験であったので）検証の不十分さを認め、その後パーマーらが再検証していることを明らかにした。「バラシュが仮説を作りながら検証しなかったという批判は、誤解を招くというような生やさしいものではない」。
このような論争が社会生物学の悪用を掣肘し、適応主義を健全に強化し、それぞれの発展に繋がったと評価する人もいる。一方でオルコックやダーウィニアン精神科医マイケル・マクガイア、アルフォンソ・トロシーらは、社会生物学の発展に対して批判が十年以上も変わっていないことを指摘し、社会生物学の発展は通常の学問と同じように、内部の批判と競争によってなされたと述べた。
グールドは後に、湖が干上がったり隕石の衝突のような激変による大量絶滅と、中立的な遺伝子の浮動も歴史の偶発性の一部に含め、自然選択はそれらの事象を説明できないために不十分だと主張した。ジョン・トゥービーは「グールドが直面している苦悩を考えれば、彼を笑える人はいない」と述べている。

### 遺伝子選択批判と多元主義
グー ルドは遺伝子選択に批判的であった。彼は個体選択を中心に、自然選択は 遺伝子、細胞、個体、群れ、デーム、種、系統と階層構造を持っていると論じた。グールドはヘレナ・クローニンの『性選択と利他行動』の書評で「近年の性選択の再評価に社会生物学や遺伝子選択は何の関係もない」と述べた。しかしマーチン・デイリーは性選択を扱った論文を調べ、9割以上が社会生物学と遺伝子選択の用語と理論で書かれていることを明らかにした。グールドは最後の著書では遺伝子はどんな意味でも選択の単位ではあり得ないと主張した。またグールドはマルチレベル選択には好意的だった。しかしマルチレベル選択は情報としての遺伝子を想定する点で、遺伝子選択に近い概念である。
このようなことから、ドーキンスやウィリアムズは、グールドは祖先から子に伝えられる情報＝論理的な単位としての遺伝子と、自然選択を受ける物理的な実体の区別が分からなかったのではないかと考えている。彼らによれば、物理的な実体としてはDNA分子から、個体、群れまでが選択の単位となりうる。メイナード＝スミスは「自然選択の単位であるには変異、複製、遺伝しなければならない。その条件を満たすのは遺伝子だ。個体は“複製されない”」と述べた。デネットやセーゲルストローレ、ルースのような批評家はドーキンスなどの遺伝子選択論者が自然選択の実体として個体以外を検討するようになったのはグールドの影響かもしれないと指摘している。
グールドは遺伝子選択や社会生物学を還元主義だとして批判した。この場合、還元主義とは「個体はパーツや遺伝子の総体だと見なし、下位の構造だけを調べれば上位の構造を完全に理解できるという立場」である。ドーキンスやダニエル・デネットはこれを「どん欲な（極端な）還元主義」であり、そのような論者はいないと指摘し、適切な還元主義を擁護した。グールドが実際に「還元主義」をどのような意味で批判していたかは明らかではない。グールドはより還元主義的な分子生物学を批判してはいなかったし（中立説を自説に有利なものだと見なした）、彼の支持者には神経学者や集団遺伝学者など、還元主義的な分野の科学者が多かった。またグールドが用いている生命に対する説明は彼の反対者たちと同じように還元主義的である。セーゲルストローレは「おそらく遺伝子決定論と同じ意味で用いているのだろう」と述べている。

### 人間社会生物学と進化心理学批判
グールドは人間に対する社会生物学と進化心理学への熱烈な批判者であった。彼はルウォンティンと共に、「遺伝子決定論」「還元主義」「適応万能論」を「非科学」と批判した。1975年に E.O.ウィルソンが『社会生物学』を執筆し、第1章と最終章で人間について言及すると、グールドとルウォンティンは「社会生物学研究グループ」を結成した。彼らはニューヨーク・レビュー・オブ・ブックス誌にウィルソンを批判する手紙を書いた。ここで、ウィルソンを優生主義や ナチズムと結び付けたことは、ウィルソンからだけでなくエルンスト・マイヤーからも政治を科学に持ち込んだと非難された。グールドらは戦略の誤りを認め、その後は批判を科学的な物だけに限ったが、道徳的、政治的批判から完全に切り離すことはなかったと指摘された。
グールドは自らを環境決定論者ではなく、遺伝子可能性論、生物学的潜在性論者と名乗った。「人間の特定の社会行動が遺伝的にコントロールされている直接の証拠は何かあるだろうか」「行動上の特定の性向に対して特定の遺伝子が対応するという遺伝的決定論の考え方に対して、何者にも対してもあらかじめ固定的に向けられてはいないのである」
オルコックは生物学的潜在性と環境決定論がどう違うのか説明していないと指摘する。またカール・デグラーは「（グールドは遺伝子は環境と相互作用すると認めるが）それでも同時に、彼は持続的に相互作用している要素のおのおのの役割の調査に抵抗する」と述べる。社会生物学における“遺伝子”は集団遺伝学の“遺伝子”であり、発生生物学における“遺伝子”ではなかった。それは表現型に算術平均的な影響を与えると仮定されているのみで、個体に行動を促す直接要因には言及していなかった。彼の批判者たちは、グールドが発生遺伝学と集団遺伝学、直接要因と究極要因を混同していたと考えている。スティーブン・ピンカー は、彼に受け入れられる（人の振る舞いに対する）遺伝的影響はゼロのみであり、遺伝的影響の割合がゼロ以外であればそれは全て「遺伝子決定論なのだろう」と述べ、グールドが相互作用論者だと述べていながらも、実際には強い環境決定論者であったと考えている。遺伝子決定論という批判は彼に近い立場の人々からもしばしば「わら人形批判」であると見なされた。
グールドは進化心理学に対して「進化適応環境の適応話の有効性を示すのに必要な重要な情報をどのように手に入れられるだろうか？......我々は祖先の環境を知ることはできない......進化心理学者によって提案される重要な仮説は試験できず、従って非科学である」と述べた（2000）。ロバート・カーズバンは次のように述べる。「進化心理学者は仮説を提案するために限られた過去の知識を用いる。しかしながら進化心理学者によって提案された仮説は、他の心理学的仮説と全く同じ手法で検証可能である。デイヴィッド・バスは進化理論に基づいて仮説を立て......37の文化からデータを集めて、そのデータの多くは彼の仮説を支持した。もしデータが違っていれば彼の仮説は棄却されただろう」。
マット・リドレーは『赤の女王』で、グールドが脳は適応ではなくネオテニーの副産物で、言語は適応ではなく巨大化した脳の副産物だと主張したことに対して、ヒトの全代謝の18%を占める脳が何かの副産物だと考えるのは難しく、ノーム・チョムスキーと他の人が十二分にデモをして言語は考えられる最も高く設計された能力の内の一つであり、言語をさらにその副産物だと考えるのは誤った前提に基づいていると指摘した。

### 人間のはかり間違い
この著作は最も議論を巻き起こしたものの一つである。本書は一般からは賞賛の声で受け入れられた。グールドはIQ測定と遺伝に関する研究を、19世紀の頭蓋測定学と人種差別に関連づけたために、真剣にその問題に取り組んでいる心理学者から激しい反発を受けた。微生物学者バーナード・デイビスはサイエンスやネイチャーを始め学術雑誌に載った書評が全体として批判的であったことを指摘した。

### その他の論争
ジョン・メイナード＝スミスは恐らくグールドのもっとも強力な反対者の一人である。彼は常に批判的であったわけではない。パンダの親指の書評では「彼は時々私を激怒させるが......素晴らしい作品を書くことを楽しみにしている」と述べた。しかし後年は態度を変え、デネットの書評で「私が話し合った進化学者は彼の考えを混乱していて論じる価値がないと考える傾向があり......グールドは非生物学者に進化理論の現状について誤った絵を見せている」と批判した。マイケル・ルースはグールドが学術誌での論戦を避け、一般向けエッセイで自説を強調しすぎたことがメイナード＝スミスのいらだちの原因だったのではないかと考えている。またルースは、グールドが決して過ちを認めず、過去の発言を批判されると自分はそのような事は言っていないと応じていたと指摘している。
グールドはメイナード＝スミスに「適応万能論の熱狂に浸り、彼の素晴らしい批判能力にかげりが見える」と反論した。そしてメイナード＝スミス、ドーキンスを自然選択以外のメカニズムを認めない「ダーウィン原理主義者」だと批判し、一方ダーウィン本人は他の要因も認めた適切な多元論者だと賞賛した。グールドに向けられた批判で最も多かったもののひとつは、わら人形論法を用いているという点だった。適応万能論、還元主義、系統漸進説、ダーウィン原理主義、いずれもそのようなことを主張している人間はいないという批判が向けられた。政治哲学教授ラリー・アーンハートは「グールドとルウォンティンの論証の深刻な欠点は、彼らの仕事が科学における詭弁的なレトリック のモデルとして修辞学の理論家の研究対象となっていることだ」(Bazerman 1993; Borgia 1994; Charney 1993; Coyne and Charlesworth 1997; Wright 1990)と述べた。このような批判はロバート・ライト、ピンカー、デネットも参照のこと。もっとも、ジャーナリストのアンドリュー・ブラウンはドーキンスが「利己的な遺伝子」というフレーズを使ったことに触れ、自分のアイディアを極端化して売り出すのはグールドに限ったことではないと指摘している。
グールドの進化心理学や社会生物学への反対の立場は、批判者から政治の影響が指摘 されてきた。例えば彼の友人アーサー・ケインは「政治的な含みが気に入らないという理由で社会生物学と適応主義を批判し科学のマナーを破った」と非難した。それでも他の批判者（スティーブン・ローズやメアリー・ミッジリー）よりは、グールドの批判は政治的でない。生物哲学者マイケル・ルースはユダヤ人という背景が、進化心理学のような分野に反対する動機なのではないかと考え、グールドと話し合ったことを引き合いに出しこう述べる。「彼はその考えを完全に否定するわけではなかったが、反対がマルクス主義からより多く生じたと思う傾向があった」。グールドは自分がマルクス主義者だと明言することはなかったが、マルクスやヘーゲルから影響を受けていることは認めていた。

## 著作（訳書）
『ワンダフル・ライフ』（早川書房、のちハヤカワ文庫） ISBN 4150502366
代表作。20世紀初頭にロッキー山脈中で発見された5億年前の化石動物群についての古生物学研究を、一般向けに分かりやすく、魅力的に書いており、日米でベストセラーとなった。
『フルハウス　生命の全容　四割打者の絶滅と進化の逆説』（早川書房、のちハヤカワ文庫）
『暦と数の話　グールド教授の2000年問題』（早川書房）
『人間の測りまちがい』（河出書房新社） ISBN 4309251072。のち河出文庫（上・下）
脳の容量も知能指数も、人間の知能を測る尺度とはなり得ないことを示した。
『個体発生と系統発生　進化の観念史と発生学の最前線』（工作舎） ISBN 4-87502-140-2
大進化の問題を扱った科学書の大作。もうひとつの代表作。
『時間の矢・時間の環　地質学的時間をめぐる神話と隠喩』（工作舎）ISBN 4-87502-162-3
時は「めぐる」か、「過ぎ去る」か。地質学的見地からの考察
『嵐のなかのハリネズミ』（早川書房）ISBN 415203484-X
書評集。原題は"An Urchin in Storm"
『ダーウィン以来』（早川書房（上・下）、のちハヤカワ文庫） ISBN 4150501963
「ナチュラル・ヒストリー」誌に投稿されたエッセイシリーズ第1集。
『パンダの親指』（早川書房（上・下）、のちハヤカワ文庫） ISBN 4150502064
エッセイシリーズ第2集。表題作「パンダの親指」は科学エッセイの傑作として全米図書賞を受賞している。
『ニワトリの歯』（早川書房、のちハヤカワ文庫、各（上・下）） ISBN 4150502196 ISBN 415050220X
エッセイシリーズ第3集。原題は "HEN'S TEETH AND HORSE'S TOES" （ニワトリの歯とウマの足）。
『フラミンゴの微笑』（早川書房、のちハヤカワ文庫、各（上・下））ISBN 415050267-6 ISBN 415050268-4
エッセイシリーズ第4集。原題は"THE FLAMINGO'S SMILE"
『がんばれカミナリ竜』（早川書房 上・下）　ISBN 4-15-207969-X ISBN 4-15-207970-3
エッセイシリーズ第5集。癌に向き合ったエッセイ「メジアンはメッセージではない」を収録。
『八匹の子豚』（早川書房 上・下）ISBN 415208030-2 ISBN 415208031-0
エッセイシリーズ第6集。原題は"Eight Little Piggies"
『干し草のなかの恐竜』（早川書房 上・下）ISBN 415208298-4 ISBN 415208299-2
エッセイシリーズ第7集。原題は"Dinosaur in a Haystack"
『ダ・ヴィンチの二枚貝』（早川書房 上・下）ISBN 415208396-4 ISBN 415208397-2
エッセイシリーズ第8集。原題は"Leonardo's Mountain of Clams and the Diet of Worms"
『マラケシュの贋化石』（早川書房 上・下）　ISBN 978-4-15-208685-3 ISBN 978-4-15-208686-0
エッセイシリーズ第9集。原題は"The Lying Stones of Marrakech"
『ぼくは上陸している』（早川書房 上・下）ISBN 978-4-15-209231-1 ISBN 978-4-15-209232-8
エッセイシリーズの最終集。原題はI HAVE LANDED
『神と科学は共存できるか？』（日経BP社）、新妻昭夫ほか訳　ISBN 978-4-8222-4572-6
『進化理論の構造 1・2』（工作舎）、渡辺政隆訳（主に上記も）
原題はThe Structure of Evolutionary Theory

## 関連図書
- ダニエル・C．デネット著 『ダーウィンの危険な思想』山口 泰司監訳 石川 幹人ほか訳 青土社 ISBN 4791758609
- リチャード・ドーキンス 『虹の解体』 福岡伸一訳 早川書房 ISBN 4152083417
- リチャード・ドーキンス 『悪魔に仕える牧師』 垂水祐二訳 早川書房 ISBN 4152085657
- キム・ステルレルニー 『ドーキンスvs．グールド』狩野秀之訳 ちくま学芸文庫 ISBN 4480088784
- リチャード・ドーキンス 『神は妄想である』 垂水祐二訳 早川書房 ISBN 9784152088260